# Hafen Rotterdam

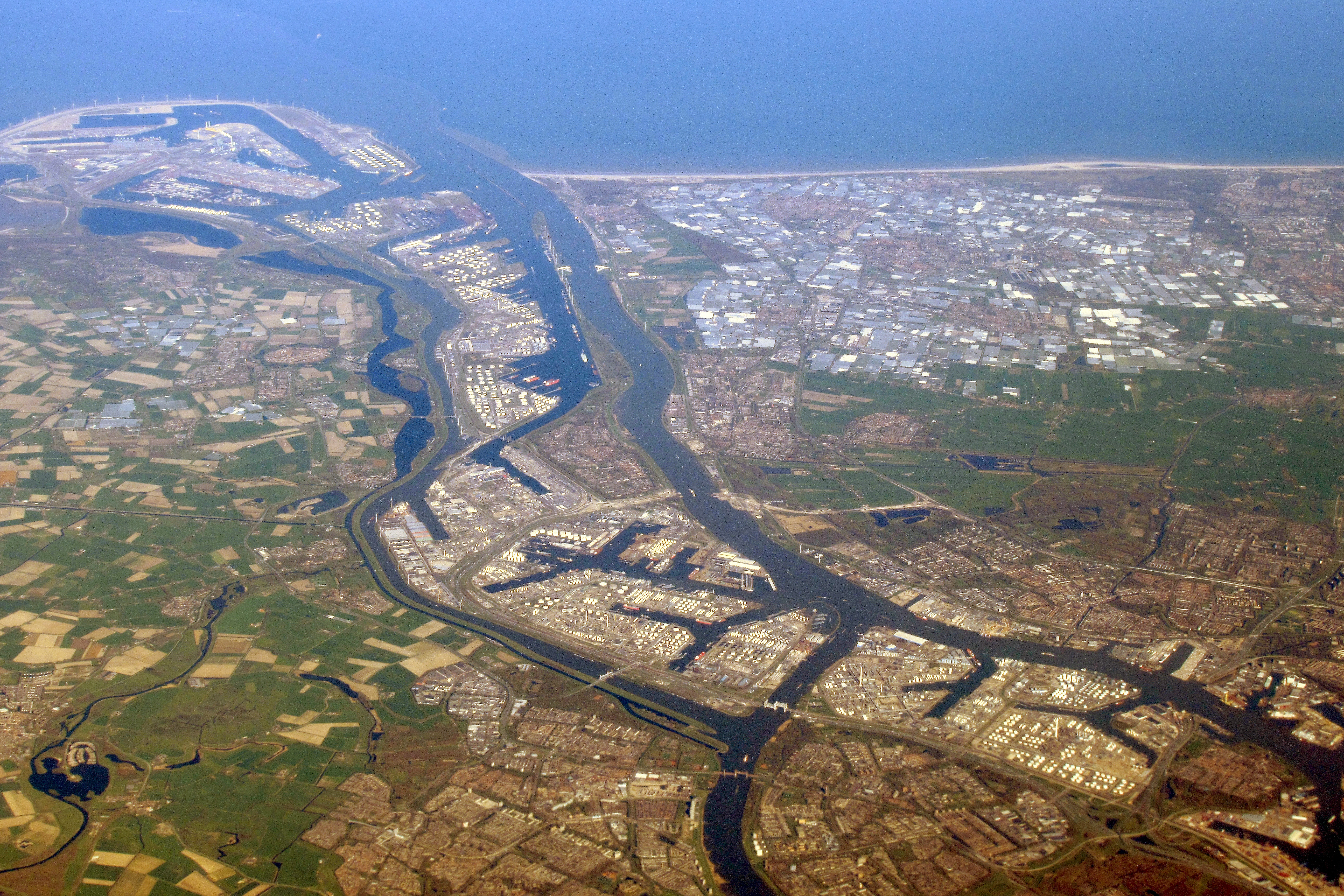
Der Rotterdamer Hafen

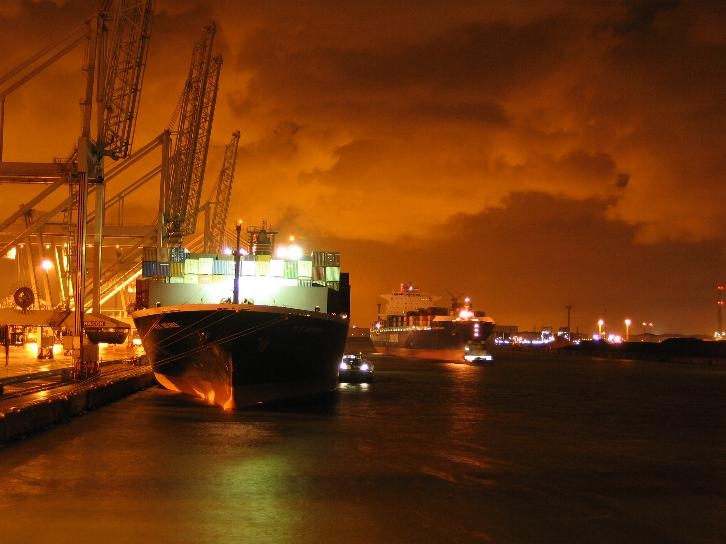
Einer der Rotterdamer Häfen bei Nacht

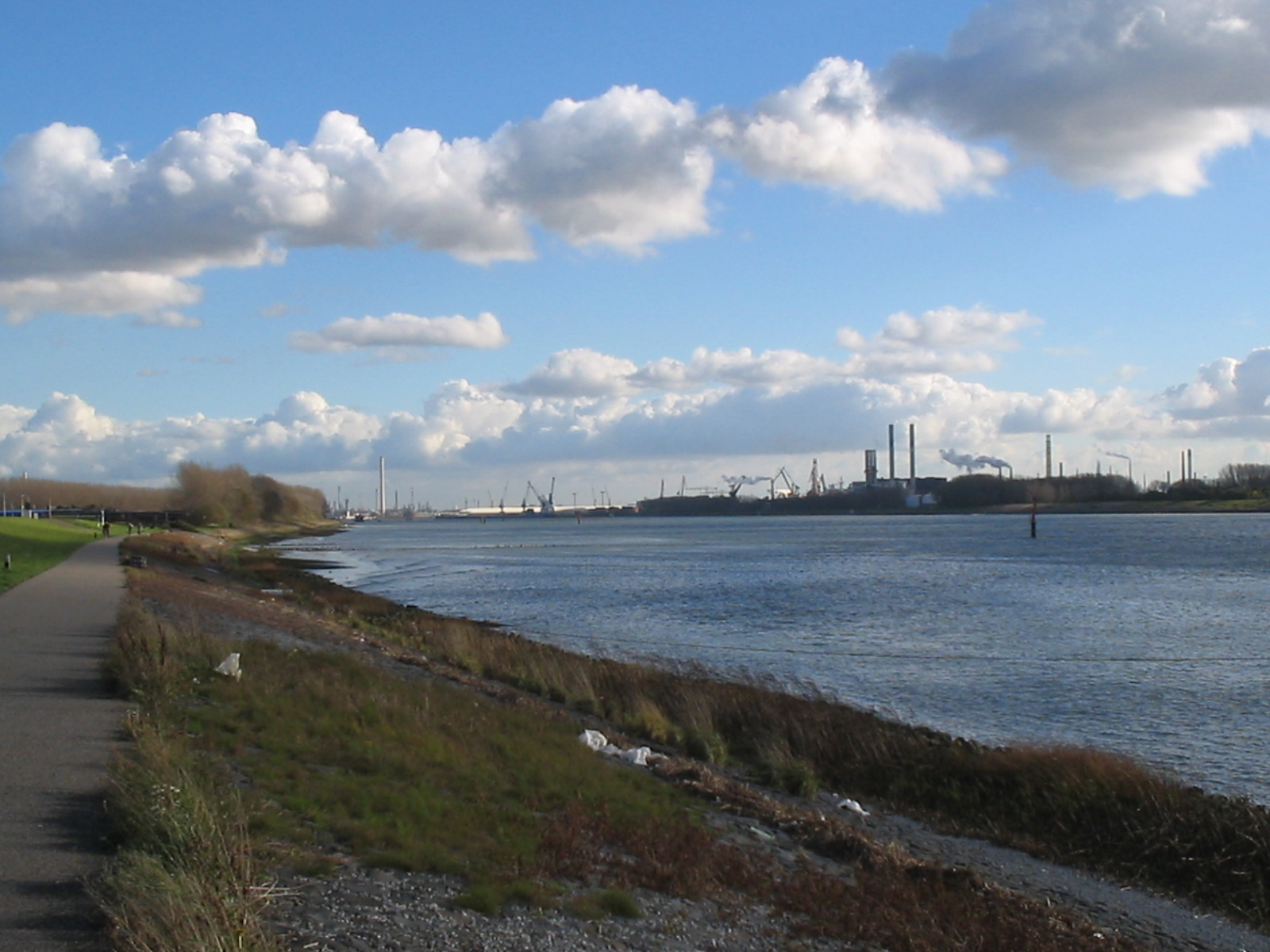
Nieuwe Waterweg

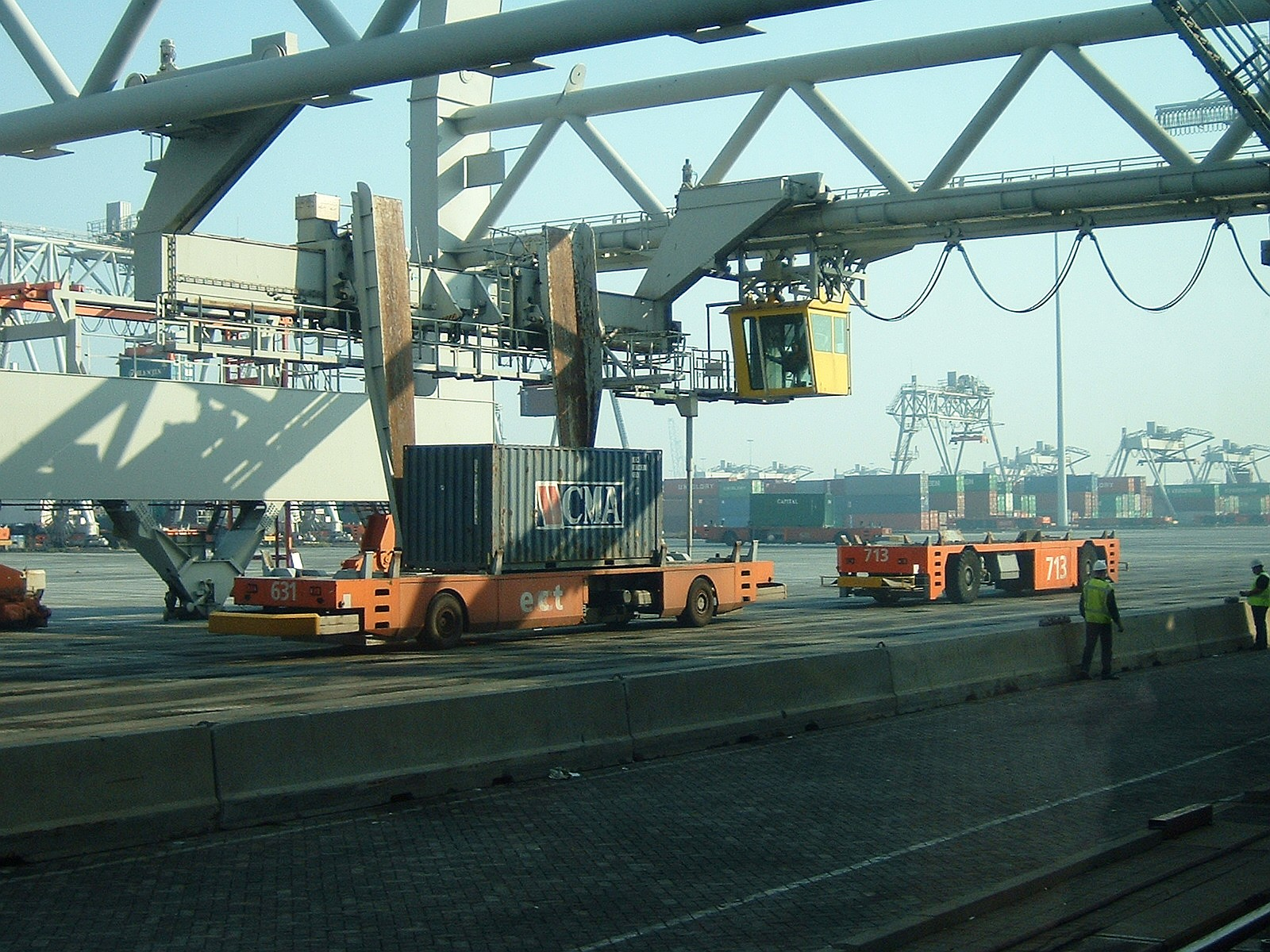
Automatisierte Containerterminals

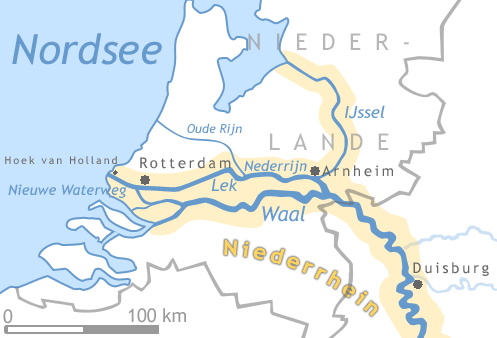
Karte des Niederrheins

Der Hafen Rotterdam ist einer der größten Seehäfen der Welt und der größte Tiefwasserhafen Europas. Der im Rhein-Maas-Delta an der Rheinmündung (Nordsee) gelegene Hafen hatte im Jahr 2020 einen Seegüterumschlag von 436,8 Millionen Tonnen (2019: 469,402 Mio. t; 2018: 468,984 Mio. t; 2017; 467,354 Mio. t; 2016: 461,177 Mio. t; 2015: 466,363 Mio. t).
Der Hafen liegt an einer der dichtestbefahrenen Wasserstraßen der Welt und ist von Schiffen bis 24 Meter Tiefgang anfahrbar. Bestehend seit dem 14. Jahrhundert, begann der Aufschwung des Hafens mit der Industrialisierung im Ruhrgebiet, das über den Rhein direkt erreichbar ist. Der Hafen Rotterdam und die hafenbezogene Wirtschaft tragen etwa 7 % zum niederländischen Bruttoinlandsprodukt bei und beschäftigen etwa 320.000 Arbeitnehmer; etwa 60.000 von ihnen arbeiten im eigentlichen Hafengebiet. Das Hafengebiet reicht knapp 40 Kilometer von der Rotterdamer Innenstadt bis an den Hoek van Holland und nimmt etwa 100 km² Fläche ein.

## Wirtschaftliche Bedeutung
Im Jahr 2000 bewältigte der Hafen 37 % des Güterverkehrs in Tonnen auf dem Abschnitt zwischen Le Havre und Hamburg, gefolgt vom Antwerpener Hafen mit 14 %. Die auf 30.000 See- und 110.000 Binnenschiffen transportierten Güter beliefen sich im Jahr 2000 zur Hälfte auf flüssiges Massengut (circa 80 % davon Erdöl, der Rest vor allem Chemikalien, andere Öle und Fette sowie Fruchtsaft), zu 30 % auf trockenes Massengut und zu 20 % auf Container.
Der Hafen ist der bei weitem wichtigste Handelspunkt für Erdöl in Europa. Dort kamen 2004 101 Millionen Tonnen Erdöl an, von denen die Hälfte mit Pipelines ins Ruhrgebiet und nach Antwerpen geleitet wurde, die andere Hälfte wurde direkt im Hafen weiterverarbeitet. Im Hafen stehen vier große Raffinerien, die sich meist mehrere Firmen teilen, angesiedelt haben sich 40 Unternehmen der Erdöl- und Chemiebranche, drei Produzenten von Gas und 13 Unternehmen, die sich primär mit Öllagerung und -verteilung beschäftigen. Vom Hafen aus verlaufen mehrere Rohöl-Pipelines nach Deutschland und Belgien sowie eine Produktpipeline über das Ruhrgebiet bis nach Ludwigshafen am Rhein. Im Hafengebiet selbst verlaufen insgesamt 1.500 Kilometer an Pipelines.
Darüber hinaus läuft ein großer Teil der in Europa importierten Kohle durch den Hafen. Ferner entluden 102 Containerkräne im Jahr 2007 10.790.604 TEU. 2016 wurden 12,39 Mio. TEU (127,1 Mio. t) umgeschlagen, womit der Hafen sich vor Antwerpen und Hamburg auch als größter Containerhafen Europas behaupten konnte. 2015 waren es 12,23 Mio. TEU, 2014 wurden 12,3 Mio. TEU (127,6 Mio. t) umgeschlagen. Ebenso ist er der wichtigste europäische Hafen für Obst, Gemüse und Fruchtsäfte. 2000 wurden dort 900.000 Tonnen Gemüse und Früchte umgeschlagen, die europäische Börse für Zitrusfrüchte befindet sich ebenfalls in der Stadt.
Insgesamt betrug der Umschlag des Hafens Rotterdam im Jahr 2007 407 Millionen Tonnen, im Jahr 2013 440,5 Mio. Tonnen. Im Jahr 2014 waren es rund 445 Mio. Tonnen, davon 202,5 Mio. t Flüssiggüter, 127,6 Mio. t containerisiertes Stückgut (12,3 Mio. TEU), 88,6 Mio. t trockene Massengüter und gut 26 Mio. t Stückgut und RoRo-Ladung.
Im Jahr 2016 wurden insgesamt 461,177 Mio. t Seegüter (2015: 466,363 Mio. t = −1,1 %) umgeschlagen, davon 101,858 Mio. t Rohöl (2015: 103,09 Mio. t = −1,2 %), 88,761 Mio. t Ölprodukte (2015: 88,496 Mio. t = +0,3 %), 1,705 Mio. t LNG (2015: 2,308 Mio. t = −26,1 %), 31,195 Mio. t sonstige Flüssiggüter (2015: 30,746 Mio. t = +1,5 %), 31,229 Mio. t Eisenerze und Schrott (2015: 33,865 Mio. t = −7,8 %), 28,443 Mio. t Kohle (2015: 30,691 Mio. t = −7,3 %) (etwa 40 % davon als Koks), 10,449 Mio. t Agrar-Massengut (2015: 10,834 Mio. t = −3,5 %) und 12,179 Mio. t sonstiges Massengut (2015: 12,349 Mio. t = −1,4 %). An containerisiertem Stückgut wurden 127,064 Mio. t (2015: 126,245 Mio. t = +0,6 %) umgeschlagen, das waren 12,385 Mio. TEU (2015: 12,235 Mio. TEU = +1,2 %). Der Umschlag im RoRo-Verkehr betrug 22,412 Mio. t (2015: 22,03 Mio. t = 1,7 %).
Im ersten Jahr der Covid-19-Pandemie 2020 verteilte sich die Gesamt-Umschlagsmenge von rund 436,8 Mio. t (−6,9 % zum Vorjahr) auf 192 Mio. t Flüssigladung (davon 93,5 Mio. t Rohöl = −10,2 %), 63,8 Mio. t trockenes Massengut (−14,3 %), 17,3 Mio. t Kohle (−22,8 %), 151 Mio. t Container (14,4 Mio. TEU = −3,2 %). Das Betriebsergebnis lag 2020 vor Zinsen, Abschreibungen und Steuern bei 477,5 Mio. Euro (2019: 433,4 Mio. Euro), das Nettoergebnis wurde mit 351,7 Mio. Euro angegeben (2019: 238,9 Mio. Euro). Für 2020 wurde eine Dividende von rund 120,5 Mio. Euro für Anteilseigner Staat und Stadtgemeinde ausgewiesen.
Der Hafen Maasvlakte ist ein Tiefwasserhafen mit einer 26 Meter tiefen Fahrrinne. Damit war Rotterdam der einzige Hafen der westlichen Welt und einer von dreien weltweit, den der Schüttgutfrachter Berge Stahl voll beladen anlaufen konnte. Darüber hinaus hat sich auch ein großer Teil der Offshore-Ölindustrie dort angesiedelt, da er als einer der wenigen Häfen genug Tiefgang für deren Geräte bietet. Auf einer Länge von 40 Kilometern breitet er sich über 10.500 Hektar aus; mit dem Bau der zweiten Maasvlakte fand eine weitere Vergrößerung statt, die 2014 fertig gestellt war.
Der Weitertransport der Güter (Hinterlandverkehr) erfolgt zzt. vor allem mit dem Lkw (2017: Anteil 56 %), aber auch mit Binnenschiffen über den Rhein z. B. zum Ruhrgebiet und nach Südwestdeutschland bis Basel sowie über den Main, den Main-Donau-Kanal und die Donau nach Österreich und bis zum Schwarzen Meer. 2017 wurden mit 105.000 Binnenschiffs-Anläufen insgesamt 160 Mio. t Güter von bzw. zum Hafen Rotterdam befördert. Durch den Hafen wurde Rotterdam auch wichtiger Eisenbahn-Knotenpunkt, wozu auch der außerhalb der Stadtgrenze an der Eisenbahnstrecke nach Dordrecht gelegene Rangierbahnhof Kijfhoek zwischen den Nachbarorten Barendrecht und Zwijndrecht gehört. Neuestes Projekt ist dabei die Betuweroute, die ab 2007 eine neue Route schaffte, um den Hafen mit dem Ruhrgebiet zu verbinden.
Verwaltung, Betrieb und Entwicklung des Rotterdamer Hafens sind die Aufgaben der Hafengesellschaft Rotterdam.

## Geschichte

### Häfen in der alten Innenstadt bis 1872

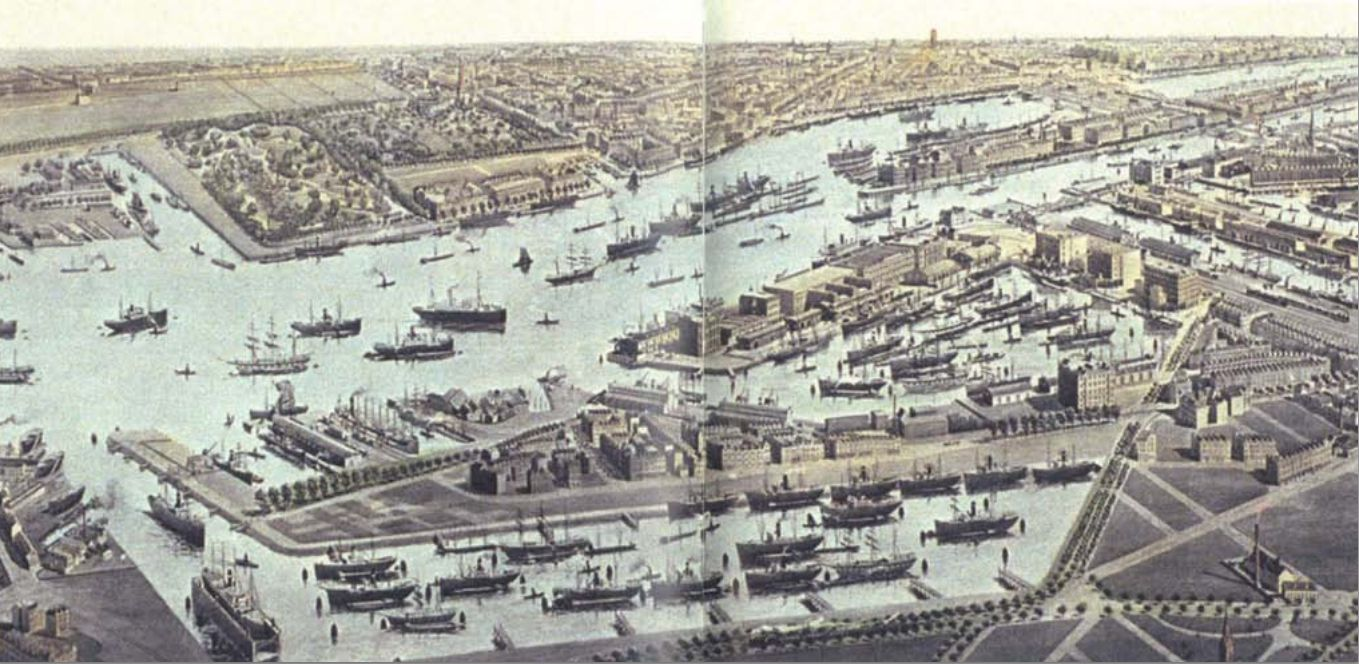
Panorama von Rotterdam, Illustration von Ernst Hesmert, 1904

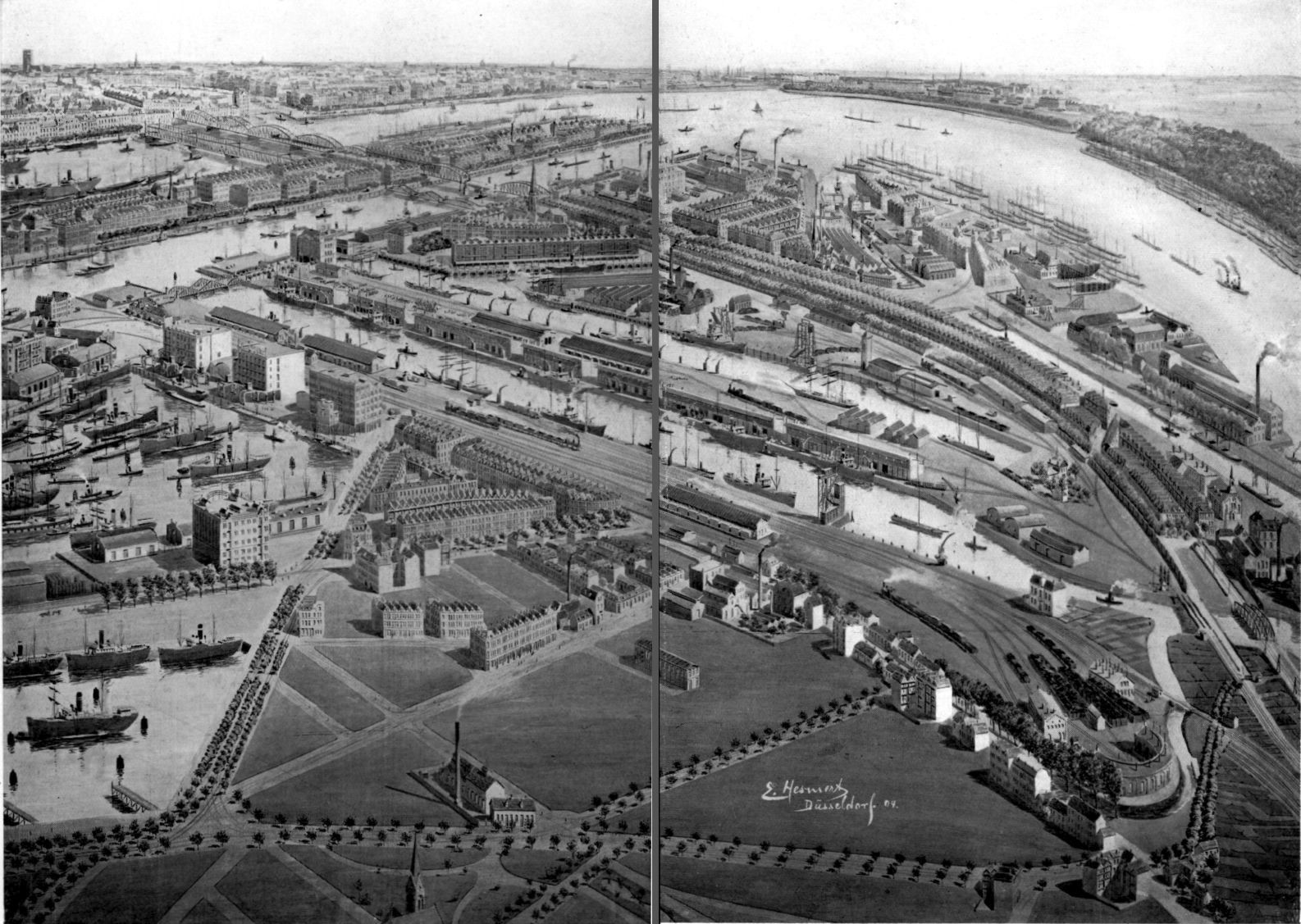
Panorama eines Teils des Linken Maasufers mit Fijenoord, Illustration von Ernst Hesmert, 1904

Seit seiner Entstehung im 14. Jahrhundert bis etwa 1920 lag der größte Teil des Hafengebiets direkt im Stadtzentrum. Die Hoogstraat, auf dem Schielands-Hoge-Seedeich, teilte Rotterdam in die Landstadt und die Wasserstadt. In der Wasserstadt wurden die ersten Häfen angelegt: der Oude Haven, der Haringvliet und der Leuvehaven. Der Hafen entwickelte sich dabei zuerst vor allem am Nordufer der Nieuwe Maas, wobei die Arbeiter sich vor allem am Südufer im Stadtteil Feijenoord ansiedelten.
Im Laufe des 19. Jahrhunderts konnten Schiffe Rotterdam wegen der Versandung der Brielse Maas immer schlechter erreichen. Der Kanal door Voorne wurde angelegt, war aber bald zu klein für die immer größer werdenden Schiffe. Von 1866 bis 1872 wurde der Nieuwe Waterweg gegraben, so dass Rotterdam eine direkte Verbindung zur Nordsee bekam. König Wilhelm I. und Johannes Goldberg sorgten für Industrieansiedlungen. Der Hafen wuchs in Richtung Nordsee, besonders am südlichen Ufer der Nieuwe Maas, wo zwischen den Hafenanlagen immer wieder neue Arbeitersiedlungen entstanden. Nach der Übernahme von Delfshaven 1886 hatte man auch auf dem rechten Maasufer Platz für die Hafenerweiterung. Zwischen 1900 und 1930 wurden dort mehrere Stückguthäfen angelegt, die bis an die Gemeindegrenze von Schiedam reichten. Nach 1950 verloren diese Häfen an Bedeutung.

### Häfen auf der Insel IJsselmonde, seit 1872

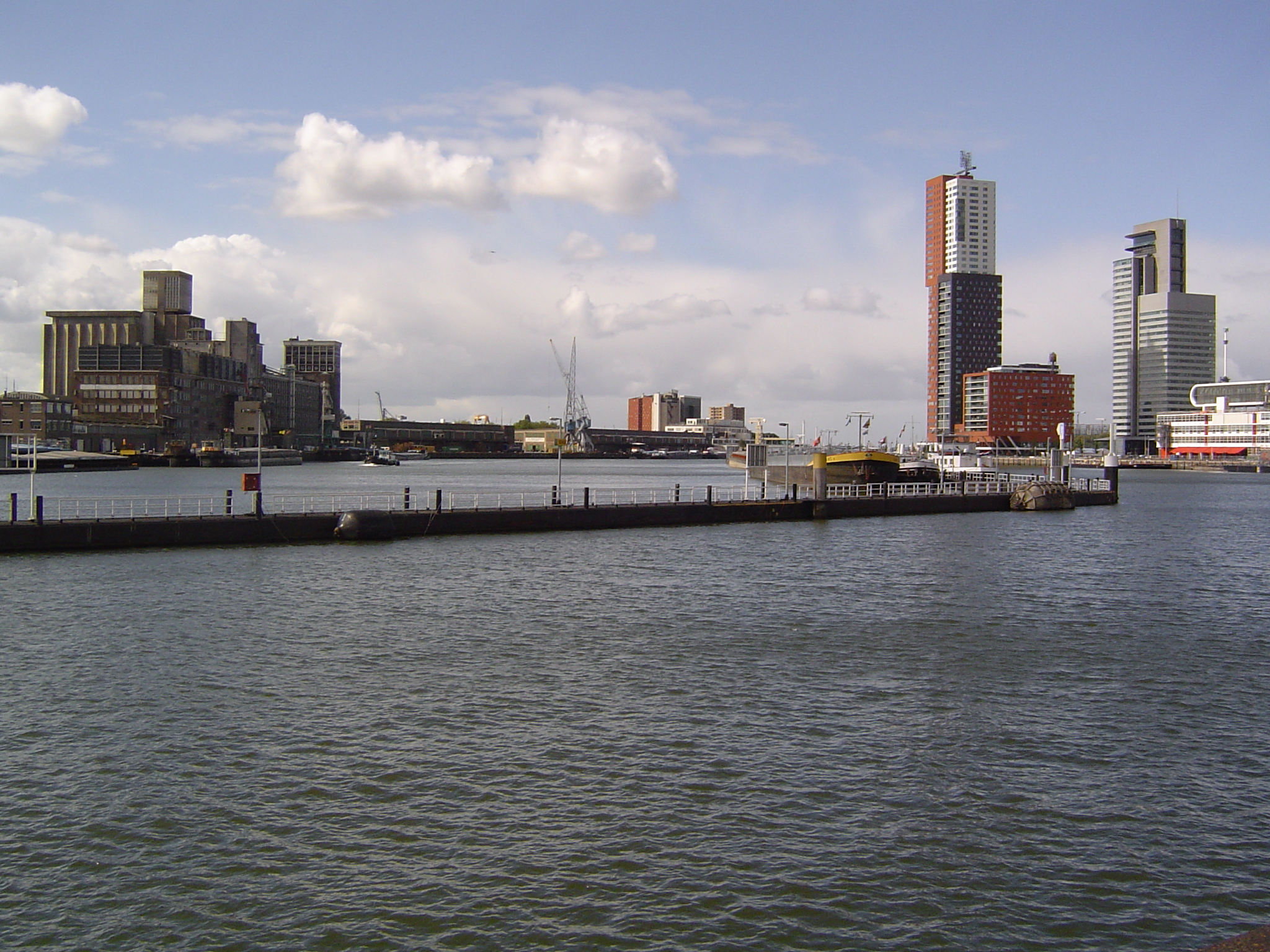
Rijnhaven Rotterdam

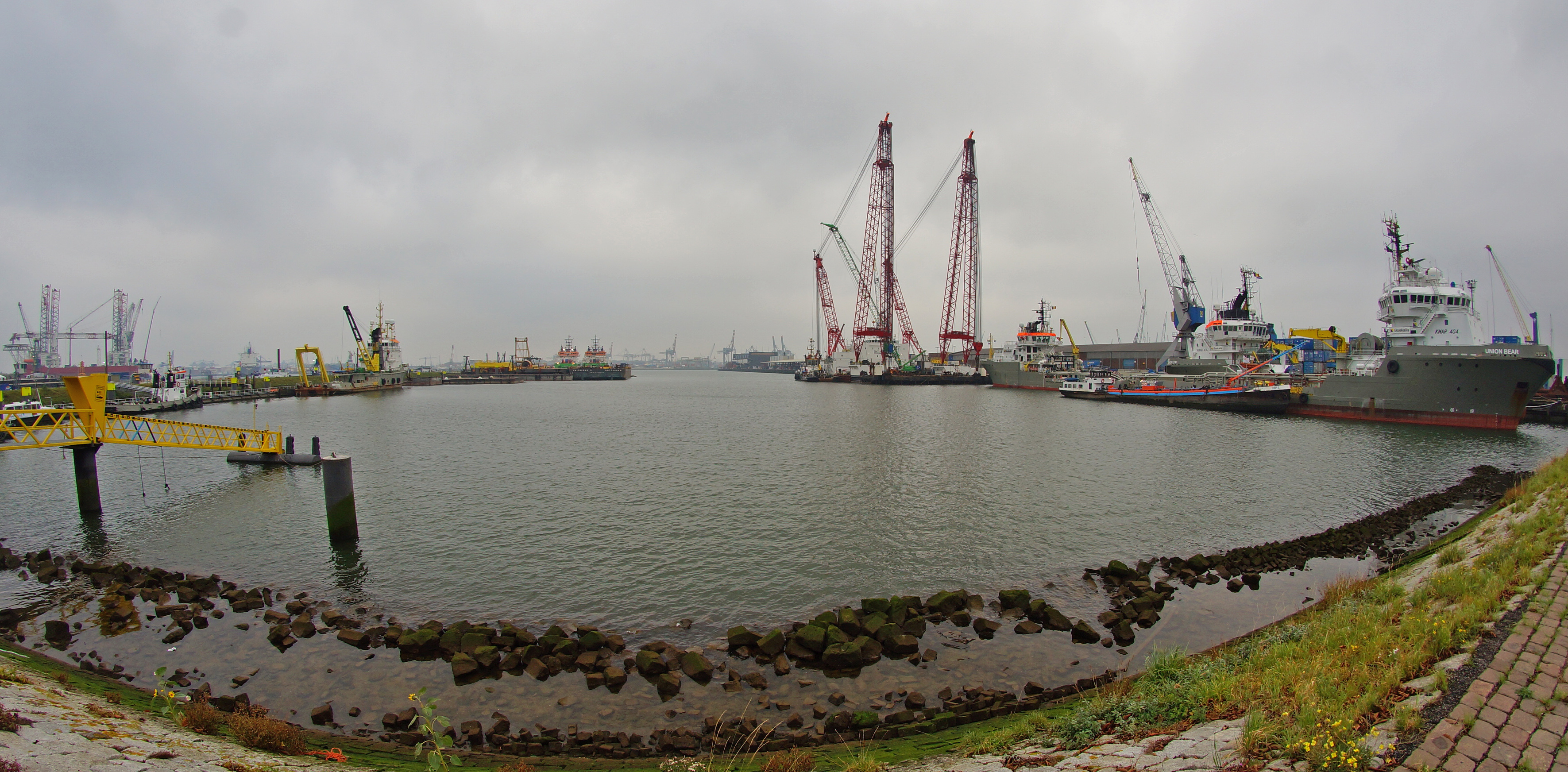
Waalhaven, Containerbrücken

Nach der Eröffnung des Nieuwe Waterwegs wurde die Entwicklung der Häfen am Südufer der Maas und auf der Insel IJsselmonde vorangetrieben. Die ersten, relativ kleinen Häfen baute noch die Rotterdamsche Handelsvereeniging. 1882 übernahm die Gemeinde Rotterdam, nach dem Kauf der Handelseinrichtungen der Rotterdamsche Handelsvereeniging, den Ausbau der Häfen.
Hafenanlagen, die dem Güterumschlag dienten, wurden fortan als gemeindliche Handelseinrichtungen betrieben. Merkmal dieser Einrichtungen war, dass man Liegeplätze für Schiffe, Lagerflächen, Gebäudeflächen und Verladekrane für Stunden, Tage oder Wochen mieten konnte. Daneben vermietete Rotterdam auch größere Flächen und Lagerhäuser an Spediteure. Dieses Geschäft betrieb die Stadt bis in die 1960er Jahre. Danach löste sie die Gemeentelijke Handelsinrichtingen auf und verkaufte Krananlagen und Lagerhäuser.

### Aus dem Stadtgebiet: Waalhaven und Pernis seit 1920
Die sehr starke Zunahme des Warenumschlags erforderte immer größere Hafenflächen. Dazu wurden der Rijnhaven, der Waalhaven und der Maashaven angelegt. Ab 1929 baute man bei Pernis den Eerste Petroleumhaven und siedelte dort Petrochemische Industrie an. Die neuen Häfen zeigten dabei die starke Expansion an: sie nahmen mehr Platz ein als die gesamte Stadtfläche von Rotterdam vorher betragen hatte.

### Nachkriegsentwicklungen: Botlek, Europoort, Maasvlakte
Da die Insel IJsselmonde nicht ausreichenden Platz für Erweiterungen hatte, wurde ab 1947 das Botlekgebiet westlich der Oude Maas entwickelt. Dort sind große petrochemische Werke angesiedelt.
Wegen der Blockade des Sueskanals 1956 wurden immer größere Tanker gebaut. Rotterdam reagierte darauf mit dem Bau des Europoorts, in dem auch die größten Schiffe anlegen konnten. Ab 1962 war Rotterdam der größte Hafen der Welt. Der Europoort ist ausschließlich für den Umschlag und die Verarbeitung von Rohöl eingerichtet. Da auch die Bulkcarrier immer größer wurden, hatte man im Westteil von Europoort Flächen für den Erz- und Getreideumschlag reserviert. Der Kai des Ertsoverslagbedrijf Europoort war neben dem Hafen von São Paulo und dem Hafen Saldanha in Südafrika der einzige Hafen, den die Berge Stahl anlaufen konnte.
1966 wurden die ersten 400 Container in Rotterdam gelöscht. Ein Jahr später wurde der Hafen mit dem Europe Container Terminal (ECT) im Eemhaven eröffnet, der bis in die 2010er Jahre größte Containerumschlagbetrieb in Europa, an dem 2005 insgesamt 9 Millionen Container anlandeten. Am 23. November 2007 wurde der 10-millionste Container innerhalb eines Jahres verladen.
Die Maasvlakte war die letzte Ausbreitungsmöglichkeit für den Rotterdamer Hafen. Um 1970 entstanden Pläne, das Gebiet von Hoekse Waard bis zum Hollands Diep zum Hafen auszubauen. Allerdings wurde dafür keine Genehmigung erteilt. Auf der Maasvlakte werden neben Erz und Rohöl seit 1985 auch Container verladen, da die Containerschiffe für den stadtnahen Eemhaven zu groß wurden.
Betrieb die Stadt den Hafen bis dahin fast ausschließlich mit dem Ziel der Expansion und allein in Reaktion auf wechselnde wirtschaftliche Anforderungen, änderte sich dieser Kurs in den späten 1970er Jahren. Zum einen begann sich lokaler Widerstand gegen den zunehmenden Raubbau an der Natur und der damit einhergehenden sinkenden Lebensqualität im Gebiet zwischen Rotterdam und Nordsee zu bilden. Zum anderen sorgte auch eine lang anhaltende Rezession in den Niederlanden dafür, dass die bisherigen Pläne und Konzepte zum Hafenausbau noch einmal überdacht wurden.
Da der Hafen in seiner Geschichte aus der Innenstadt immer weiter nach Westen an die Nordsee wanderte, sind im Laufe der Jahrzehnte immer mehr Flächen in der Innenstadt freigeworden, die die Stadt seit einigen Jahren in aufwändigen Stadterneuerungsprogrammen zu revitalisieren sucht. Seit den 1980er Jahren gibt es hierzu Pläne, die das Unterhaus der Niederlande 1988 auch offiziell verabschiedete, was auch bedeutet, dass die Hafenentwicklung nun auch als nationale Aufgabe der Niederlande begriffen wird. Die wichtigsten konkreten Pläne für den Hafen Aus- und Umbau standen im Port Plan 2010, den die Rotterdamer Ratsversammlung 1993 verabschiedete.

### Entwicklung seit 1990
Von 1991 bis 1997 wurde das Maeslant-Sperrwerk errichtet. Nie zuvor wurde ein Sperrwerk mit derart großen beweglichen Teilen gebaut. Da diese sämtlich an Land liegen, wird der Schiffsverkehr auf dem Weg zum Rotterdamer Hafen nicht beeinträchtigt.
Für den Hafen selbst waren die wichtigsten Projekte der Bau der neuen Eisenbahnstrecke Betuweroute nach Deutschland und der Bau der zweiten Maasvlakte direkt in die Nordsee hinein. Die Betuweroute wurde etwa 2010 fertiggestellt; allerdings wuchsen die Kosten von den Planungen 1990 bis 2003 von 1 Milliarde Euro auf 4,5 Milliarden Euro, während gleichzeitig ein zweiter Streckenabschnitt in die nördlichen Niederlande nicht gebaut wurde. Für die zweite Maasvlakte, die das Hafengebiet um 2000 Hektar vergrößern, hatten sich bis 2003 noch nicht genügend Investoren gefunden. Im Oktober 2011 wurde das GATE-Terminal in Betrieb genommen, wo der Gas-Umschlag stattfindet. Am 11. Juli 2012 wurde der elf Kilometer lange Schutzdeich für die „Tweede Maasvlakte“ (Zweite Maasebene) geschlossen und damit auch die Niederlande um 20 km² größer und um 8 km Freizeitstrand bereichert.
Nach der Verlagerung des Containerumschlags zur Maasvlakte endete am 1. Oktober 2015 der Container-Umschlag im inzwischen in ECT City Terminal umbenannten Terminal im stadtnahen Hafen (Eem-/Waalhaven-Bereich). 2015 wurde der „Cool Port“ als Kühllogistikzentrum (Reefer Service Centrum) projektiert. Auf 5,5 Hektar wurde zwischen 2016 und 2017 der Cool Port I errichtet. Ausführende waren die Spezialdienstleister Klosterboer und die Kramer Groep. Im Juli 2020 begann Klosterboer mit dem Bau eines 45 m hohen zweiten Kühllagers mit der Bezeichnung Cool Port II. Es hat eine Kapazität von 60.000 Europaletten. Das Lager wurde im Jahr 2022 fertig gestellt. Beide Gebäude sind zusammen mit 11.000 Solarzellen versehen.

### Stadterneuerung auf freien Hafenflächen
Bereits 1892 zog der Leuvehaven die ersten Museumsbesucher an. Kunstliebhaber konnten eine der ersten Ausstellungen Van Goghs in der Kunstgalerie Leuvehaven 74 sehen. Das Schiffahrtsdenkmal De Boeg wurde 1956 enthüllt. 1979 eröffnete das Maritiem Museum das Museumsschiff Buffel im Leuvehaven. Dieses Schiff diente früher der niederländischen Marine. Am 16. April 1983 wurde das Maritiem Museum an der Spitze des Leuvehaven errichtet. Es wurde 1986 eröffnet. Das Schifffahrtsmuseum (Havenmuseum, seit 2014 fusioniert mit dem Maritiem Museum) füllte den Rest des Hafens mit alten Schiffen. Der Leuvehaven ist noch immer Heimathafen für einige wenige Binnenschiffe.
Der Oude Haven ist einer der ältesten Häfen Rotterdams. Es befindet sich im Zentrum der Stadt, südöstlich des Bahnhofs Rotterdam Blaak. Heute ist der Oude Haven ein bekanntes und belebtes Ausgehviertel mit Cafés und Restaurants mit Terrassen am Wasser, in der Nähe des berühmten Kubuswoningen, des Witte Huis (von einigen auch als der erste Wolkenkratzer in Europa bezeichnet) und des angrenzenden Mariniersmuseum. Die Hochschule für angewandte Wissenschaften Rotterdam hat einen Standort in der Nähe.
Wichtigstes Projekt dieser Entwicklung ist das Kop van Zuid – eine Fläche am Südufer der Nieuwe Maas, direkt gegenüber der Innenstadt gelegen. Die Fläche wurde seit der deutschen Bombardierung 1940 nicht mehr als Hafen genutzt und verfiel in den folgenden Jahrzehnten zusehends. Mit dem Bau der Erasmusbrug 1996 schuf die Stadt eine direkte Verbindung zwischen den beiden Maasufern, seitdem entstanden zahlreiche öffentliche Bauten wie Luxor Theater, mehrere Museen, aber auch Büro- und Wohnhochhäuser. Im März 2020 wurde bekannt, dass der Rijnhaven nach 2024 teilweise zugeschüttet und für den Wohnungsbau und den Bau eines Stadtparks genutzt wird. Der Posthumalaan wird dann zu einem Stadtboulevard mit hohen Wohntürmen und die U-Bahn-Stationen 'Wilhelminaplein' und 'Rijnhaven' werden saniert. Inzwischen wird das im September 2021 eröffnete Floating Office Rotterdam (FOR) auf der Antoine Platekade das Global Center on Adaptation beherbergen. Das FOR umfasst auch ein Restaurant und einen Außenschwimmbad.

## Hafengliederung

### Hafennummern
Alle Rotterdamer Häfen haben die für die Orientierung in den Gewerbegebieten der Niederlande üblichen Nummern. Am Nordufer sind es die von 100 bis 1000, am Südufer von 1001 bis 9900. Diese Nummern sind auf den Wegweisern angegeben.

## ÖPNV und Tourismus
Im Hafen von Rotterdam gibt es verschiedene öffentliche Verkehrsmittel. Über Wasser gibt es einen Wasserbus-Linie (waterbus) nach Dordrecht, Wassertaxis zum Hotel New York sowie eine schnelle Fähre von Hoek van Holland zur Maasvlakte. Diese Verbindung wird von der Rotterdamse Elektrische Tram betrieben und wird nicht nur von Arbeitern, sondern auch von Touristen genutzt.
Hafenrundfahrten sind bei Touristen beliebt, um die ganze Stadt kennenzulernen und um insbesondere die Schiffe zu sehen. Die Hafenrundfahrten der Reederei Spido starten am Nordende der Erasmusbrücke. Jedes Jahr im September wird der Welthafentag gefeiert; ein großes Fest, bei dem man den Hafen genauer kennenlernen kann.